# VH1 Europe
VH1 Europe (znany również pod nazwą VH1 European) – telewizyjny kanał muzyczny przeznaczony na rynek europejski, należący do koncernu MTV Networks. Prezentował głównie muzykę wydaną po 2000 roku, choć przez większość czasu nadawania (do 2020 r.) grał także utwory z lat osiemdziesiątych i dziewięćdziesiątych.

## Historia
Kanał z początku dostępny był tylko na terenie Wielkiej Brytanii, lecz z czasem zasięg został rozszerzony o kraje europejskie w tym Polskę. W Polsce kanał dostępny był za pośrednictwem platformy Wizja TV od 7 lipca 2000 roku oraz w sieciach kablowych. Stacja została wprowadzona w dniu startu polskiej wersji MTV. W 2002 roku po raz pierwszy wycofano VH1 Europe z Polski, tłumacząc to utworzeniem polskiej wersji kanału MTV Classic, który potem został przekształcony w 2005 roku w odpowiednik VH1 nad Wisłą – VH1 Polska.
Od 1 września 2020 r. stacja zmodyfikowała swoją playlistę, skupiając się na utworach wydanych po 2000 roku, zostawiając poprzednie dekady dla dedykowanych kanałów MTV 80s i MTV 90s, które zostały uruchomione miesiąc później. 7 października 2020 stacja zyskała nową oprawę graficzną; tego samego dnia stała się dostępna dla widzów w krajach Ameryki Łacińskiej, gdzie zastąpiła lokalny odpowiednik VH1. 2 sierpnia 2021 roku zmieniła nazwę na MTV 00s, skupiając się na muzyce z pierwszej dekady XXI wieku.

## VH1 Europe w Polsce
Od lipca 2007 roku kanał, wraz z MTV Europe i VH1 Classic Europe, produkowany był przez polski oddział MTV Networks z siedzibą w Warszawie. Od 16 września 2010 roku VH1 Europe ponownie był dostępny w Polsce m.in. w ofercie platformy Cyfra+ i n. Europejską odmianę VH1 proponowano również w ofercie prepaid MTV Unlimited. 1 lutego 2011 kanał dołączył do oferty Cyfrowego Polsatu w miejsce VH1 Polska, które przekształcono w Comedy Central Family.
Po raz drugi VH1 Europe wycofano z Polski 24 kwietnia 2012 r. po tym, jak znów uruchomiono polską wersję VH1. W latach 2017–2020 playlista i ramówka VH1 Polska była taka sama, jak odpowiednik w wersji europejskiej (różniły się oprawą graficzną i obecnością reklam w polskiej odmianie).
Po kolejnym zakończeniu emisji przez program VH1 Polska 3 marca 2020 r., zdecydowano o emisji sygnału VH1 Europe. Był to trzeci (i ostatni) powrót odmiany europejskiej na polski rynek.